# 1733 Silke
1733 Silke este un asteroid din centura principală, descoperit pe 19 februarie 1938, de Alfred Bohrmann.